# الرياضة في إيران

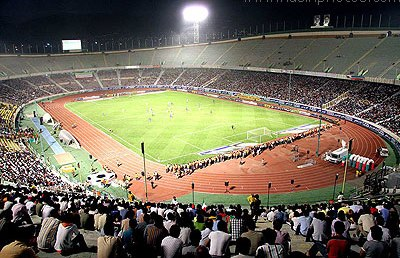
ملعب آزادي هو أكبر ملعب لكرة القدم في إيران. وايضاً رابع أكبر ملعب في العالم لكرة القدم.

جميع الرياضات تُمارس في إيران، التقليدية والحديثة. وطهران، على سبيل المثال، كانت أول مدينة في غرب آسيا تستضيف دورة الألعاب الآسيوية في عام 1974، ولا تزال تستضيف وتشارك في الأحداث الرياضية الدولية الكبرى حتى يومنا هذا. تعتبر المصارعة الحرة تقليديا الرياضة الوطنية الإيرانية، ولكن اليوم، كرة القدم هي الرياضة الأكثر شعبية في إيران. وبسبب العقوبات الاقتصادية، بلغت ميزانية الحكومة السنوية للرياضة نحو 80 مليون دولار في عام 2010 أو حوالي دولار واحد للشخص الواحد.

## التاريخ
كانت الرياضة والتمارين الرياضية من بين الأنشطة اليومية الأساسية للشعب في إيران القديمة.
كان المجتمع يمنح مكانة خاصة للرياضيين الذين بفضل قوتهم البدنية وشجاعتهم، إذ دافعوا عن أسرهم ووطنهم عندما دعت الحاجة.
ووفقًا لتعاليمهم الدينية، كان الزرادشتيون الإيرانيون يبحثون في صلواتهم أولاً عن جمال السماء ثم القوة البدنية والقوة العقلية. كانوا يؤمنون بالجسد الصحي والقوي. كما أن كتاب أفستا، وهو الكتاب المقدس للأديان القديمة في إيران، يمجد الأبطال والرياضيين بقدر ما يمجد القديسين، إن لم يكن أكثر منهم. وقد اتخذ الجيل الأكبر سناً الترتيبات اللازمة لقراءة الروايات والملاحم القديمة للشباب إما من الكتب أو من أولئك الذين تعلموها من شيوخهم.
في إيران القديمة كان الشباب الذين تقل أعمارهم عن 24 عامًا يتلقون تدريبًا شاملاً في الرياضة في عصرهم والتي شملت التمثيل الإيمائي، وركوب الخيل، والبولو، ورمي السهام، والمصارعة، والملاكمة، والرماية، والمبارزة. وكانوا يتعلمون في ظل ظروف صعبة للغاية حتى يتمكنوا عندما تنشأ الحاجة من تحمل الظروف المعاكسة للحرب مثل الجوع والعطش والتعب والحرارة والبرد، وما إلى ذلك.
اعتبارًا منذ عام 2015 كان 20 في المئة فقط من الإيرانيين نشطين بدنيًا، بينما يبلغ المتوسط العالمي 60 في المئة. 30٪ من الشباب الإيرانيين لا يمارسون أي رياضة على الإطلاق.
حققت إيران انتصارًا كبيرًا في أولمبياد لندن 2012. فاز الفريق الإيراني بـ 13 ميدالية بما في ذلك 7 ميداليات ذهبية. هذا هو أفضل أداء لدولة من الشرق الأوسط على الإطلاق في تاريخ الألعاب الأولمبية الصيفية.[بحاجة لمصدر]

## رياضة المرأة
منذ عام 1979، خضعت الرياضات لمتطلبات صارمة عند التنافس في إيران أو في الخارج، حيث ذكرت اللجنة الأولمبية الإيرانية أن "عقوبة شديدة ستفرض على أولئك الذين لا يتبعون القواعد الإسلامية أثناء المسابقات الرياضية". حظرت اللجنة رياضات التنافس في الأحداث الأولمبية حيث يمكن للحكم الذكر أن يتلامس معهن جسديًا. في الألعاب الأولمبية الصيفية لعام 1996 و2000 و2004 و2008 مجتمعة، مثلت ست نساء إيران.
في عام 2016، تصدرت إيران عناوين الصحف العالمية في المجتمع النسائي الدولي بعد حصولها على أول ميدالية ذهبية تحققها امرأة. وكان هذا أيضًا رقمًا قياسيًا في منطقة الشرق الأوسط وشمال إفريقيا.
و في عام 2024 فازت إمرأتان بميداليتين برونزية و فضية في الأولمبية باريس

## الألعاب الأولمبية 2012
حققت إيران انتصارا كبيرا في أولمبياد لندن 2012. فاز الفريق الإيراني ب 12 ميدالية من بينها 4 ميداليات ذهبية. هذا هو أفضل أداء لدولة في الشرق الأوسط على الإطلاق في تاريخ الألعاب الأولمبية الصيفية.و فی عام 2024 فی الأولمبية باريس حققت إيران مرتبة 21

## المنظمة الرياضية الإيرانية
1935: الرابطة الوطنية للرياضة 

## الميزانية
بلغت ميزانية الحكومة السنوية للرياضة نحو 80 مليون دولار في عام 2010 أو نحو دولار واحد للشخص الواحد.